# Sorgegondolen
Sorgegondolen är en diktsamling av poeten Tomas Tranströmer, utgiven 1996. 
Titeln kommer från det klassiska musikstycket "Sorgegondol" komponerat av Franz Liszt. I dikten ”Sorgegondol nr 2” figurerar både Liszt och dennes svärson Richard Wagner.
Diktsamlingens övergripande tema är Tomas Tranströmers upplevda oförmåga att skriva poesi efter att ha drabbats av en hjärnblödning hösten 1990. Slutstrofen i ”April och tystnad” (1.4) syftar sannolikt på detta. Omkring hälften av dikterna skrevs före hjärnblödningen men det är svårt att avgöra vilka.
Sorgegondolen är första diktsamlingen där Tomas Tranströmer använder sig av den japanska versformen haiku som är den övervägande formen i hans senare diktsamling Den stora gåtan.
Tomas Tranströmer tilldelades Augustpriset 1996 för diktsamlingen. Motiveringen var att ”med Sorgegondolen ger oss Tomas Tranströmer en ny utsaga om det verkliga. I hans dikt äger en förvandling rum; existensens yttre tvång betvingas inifrån genom starkt lysande, ofta häpnadsväckande bilder som försätter läsaren i full inre frihet. Det mänskliga livets mörker skingras, det anade blir synligt; vi befinner oss på resa i den tranströmerska gondolen ’tungt lastad med liv’ – över ’miraklernas skönhet’.”

## Innehåll

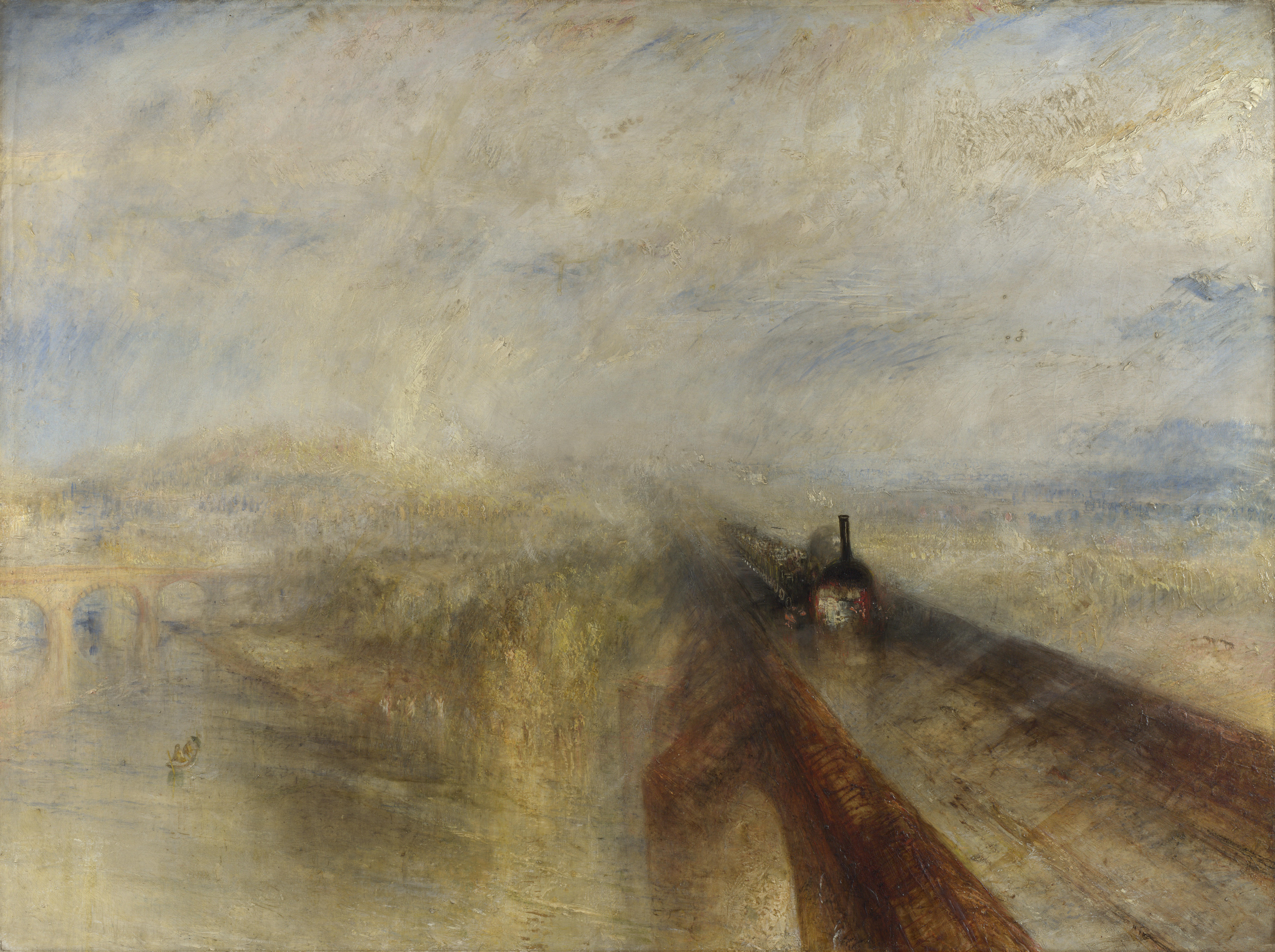
Regn, ånga och fart av William Turner (1844).

- April och tystnad
- Osäkerhetens rike[5]
- Nattboksblad
- Sorgegondol nr 2[1]
- Landskap med solar
- November i forna DDR
- Från juli 90
- Göken[7]
- Tre strofer
- Som att vara barn
- Två städer[9]
- Ljuset strömmar in
- Nattlig resa
- Haikudikter[10]
- Från ön 1860
- Tystnad
- Midvinter
- En skiss från 1844[4]

## Ljudbok
I ljudboken Tomas Tranströmer läser 82 dikter ur 10 böcker 1954–1996 läser författaren de fem första dikterna ”April och tystnad” (1), ”Osäkerhetens rike” (2), ”Nattboksblad” (3), ”Sorgegondol nr 2” (4) och ”Landskap med solar” (5).